# Verbove, Kalanceak
Verbove (în ucraineană Вербове) este un sat în comuna Prîvillea din raionul Kalanceak, regiunea Herson, Ucraina.

## Demografie
Componența lingvistică a localității Verbove
     Ucraineană (89,29%)
     Rusă (7,14%)
Conform recensământului din 2001, majoritatea populației localității Verbove era vorbitoare de ucraineană (89,29%), existând în minoritate și vorbitori de rusă (7,14%) și armeană (3,57%).